# Jules François Hennecart
Jules François Hennecart (7 octobre 1797 à Paris - 23 décembre 1888 au château de Combreux) est un banquier et homme politique français.

## Biographie
Propriétaire et banquier, il débuta dans la vie politique le 12 septembre 1846, comme député du 4e collège de la Vienne (Loudun), et vota généralement avec la majorité.
Rentré dans la vie privée en 1848, il reparut, le 14 janvier 1849, à l'Assemblée constituante, élu représentant de la Vienne. Hennecart siégea à droite et donna jusqu'à la fin de la législature ses suffrages à la politique conservatrice.
Réélu, le 13 mai 1849, représentant du même département à la Législative, il continua de s'associer aux votes de la majorité anti-républicaine.
Conseiller général de Seine-et-Marne de 1867 à 1877 pour le canton de Tournan-en-Brie, il est vice-président du conseil général de la Vienne et maire de Tournan-en-Brie de 1856 à 1870.
Il meurt le 23 décembre 1888 au château de Combreux  et est inhumé au cimetière du Père-Lachaise (15e division).
Il est le père de Jules-Joseph Hennecart, cofondateur de La Baule avec son épouse Annette de Mackau (fille du ministre).

## Sources
- « Jules François Hennecart », dans Adolphe Robert et Gaston Cougny, Dictionnaire des parlementaires français, Edgar Bourloton, 1889-1891 [détail de l’édition]